# Urbano Feliceo
Urbano Feliceo (L'Aquila, 25 maggio 1582 – 1635) è stato un vescovo cattolico italiano.

## Biografia
Nato nel 1582 all'Aquila, entrò nella carriera ecclesiastica. Il 14 marzo 1629 venne nominato vescovo di Policastro da papa Urbano VIII e fu consacrato il 17 aprile successivo dal cardinale Antonio Barberini. Nel 1632 celebrò un sinodo diocesano. Mantenne l'incarico fino alla morte, avvenuta nel 1635.

## Genealogia episcopale
La genealogia episcopale è:
- Cardinale Guillaume d'Estouteville, O.S.B.Clun.
- Papa Sisto IV
- Papa Giulio II
- Cardinale Raffaele Riario
- Papa Leone X
- Papa Paolo III
- Cardinale Francesco Pisani
- Cardinale Alfonso Gesualdo
- Papa Clemente VIII
- Cardinale Pietro Aldobrandini
- Cardinale Laudivio Zacchia
- Cardinale Antonio Barberini, O.F.M.Cap.
- Vescovo Urbano Feliceo